# Feu directionnel

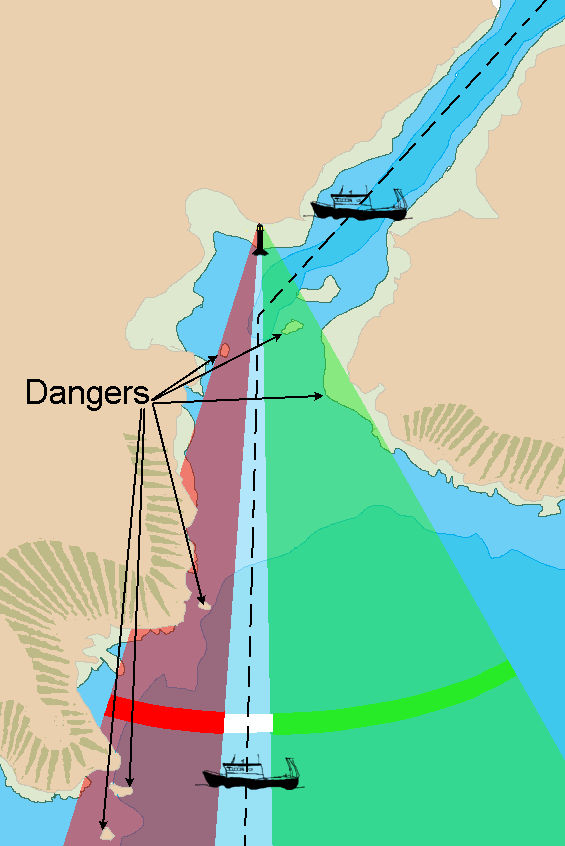
Plan d'un chenal avec feu à secteurs

En navigation maritime, un feu directionnel est un balisage lumineux, généralement porté par un phare ou une balise, permettant de suivre un chenal. Il comporte typiquement un secteur lumineux renforcé étroit (de quelques degrés angulaires) de couleur blanche rouge ou verte, et dont le pinceau lumineux ne couvre que des zones libres de dangers (dangers qui peuvent être une côte non éclairée, une zone de hauts-fonds, un îlot, une balise non lumineuse, une zone de mouillage, etc.).
Il arrive aussi qu'on utilise un feu à secteurs qui comporte alors un étroit secteur blanc éclairant le chenal "en eaux saines" ; on voit ce feu blanc devenir rouge si on s'écarte trop à gauche (en entrant dans le port), ou bien vert si on va trop à droite (toujours en entrant). Comme les feux de navigation dont le bateau est muni sont rouge à bâbord, vert à tribord, le timonier, pour corriger sa route, obliquera légèrement de manière à tourner son feu rouge vers le phare rouge ou son feu vert vers le phare vert ; puis, une fois le feu redevenu blanc, il fera à nouveau cap sur le phare.
Lorsque le chenal est étroit ou  qu'il dessert un port important  la route à suivre est souvent indiquée par 2 feux directionnels qui définissent un alignement : le navire doit dans ce cas aligner les 2 feux (ils ne sont pas situés à la même hauteur). Le feu situé en arrière (le plus à l'intérieur des terres) et le plus haut est dit feu postérieur :  Le deuxième feu est appelé feu antérieur. Les deux feux peuvent être plus ou moins écartés (quelques mètres à quelques kilomètres). Les deux feux peuvent être synchrones (la période et le rythme sont le même) ou asynchrones. Il arrive même qu'il s'agisse de feux isophases fonctionnant en alternance.